# Thomas Birch (Historiker)

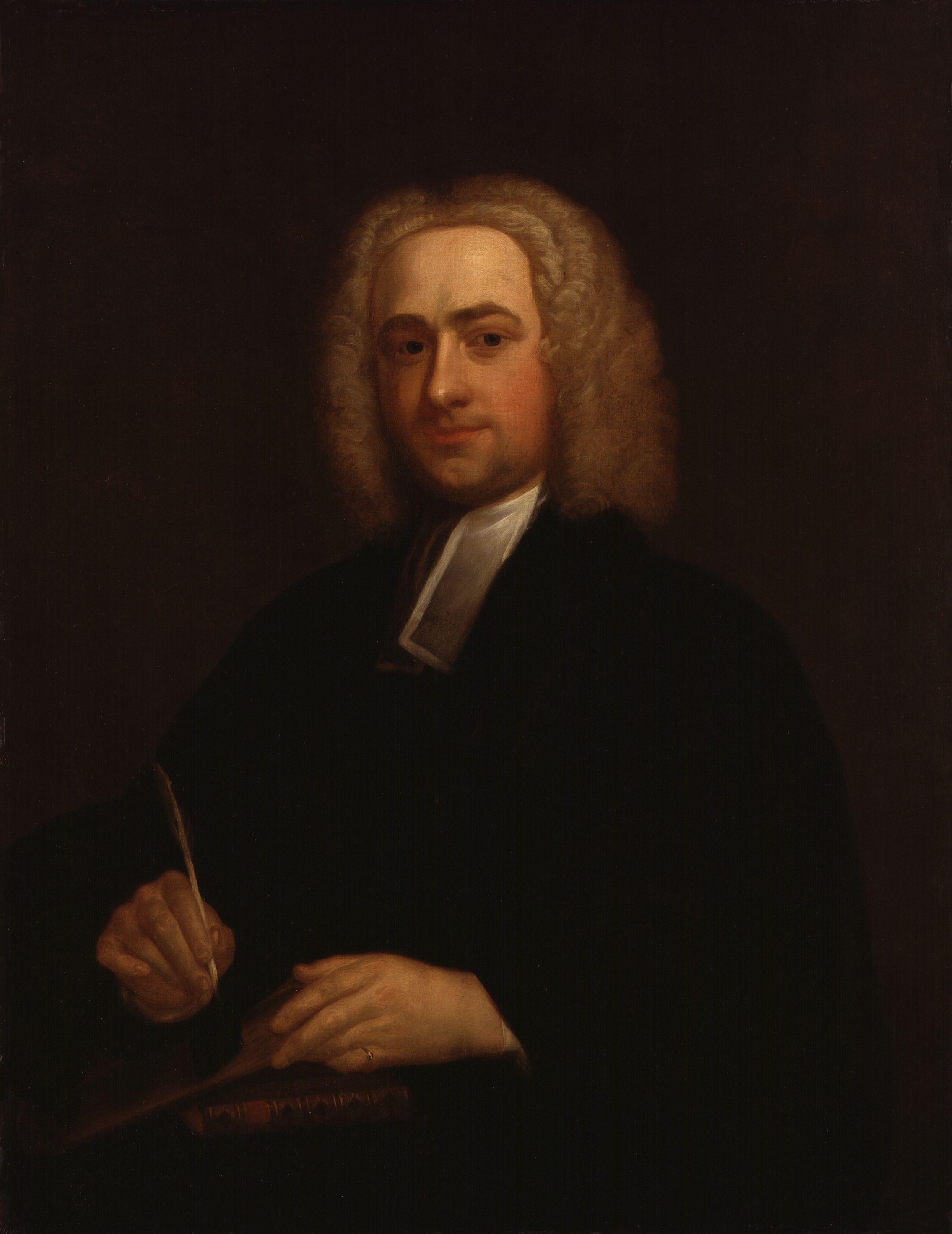
Thomas Birch, 1735

Thomas Birch (* 23. November 1705 in Clerkenwell; † 9. Januar 1766 in London) war ein englischer Historiker und Schriftsteller.

## Leben
Thomas Birch wurde 1705 in Clerkenwell als Sohn des Joseph Birch, eines Herstellers von Kaffeemühlen, geboren. Thomas zog nach der Beendigung seiner Schulausbildung ein Universitätsstudium dem Geschäftsleben vor, aber da seine Eltern Quäker waren, blieb ihm diese Möglichkeit anfangs versperrt. Spätere Quellen sprechen jedoch von einem erworbenen M.A. am Marischal College in Aberdeen. Trotz dieser Umstände wurde er 1730 geweihter Diakon der Kirche von England und 1731 Priester. Darüber hinaus bekleidete der Reverend eine Vikarstelle in Ulting, Essex, und das Rektorenamt in  St. Gabriel, Fenchurch Street, London (1746) und in Depden, Essex (1761).

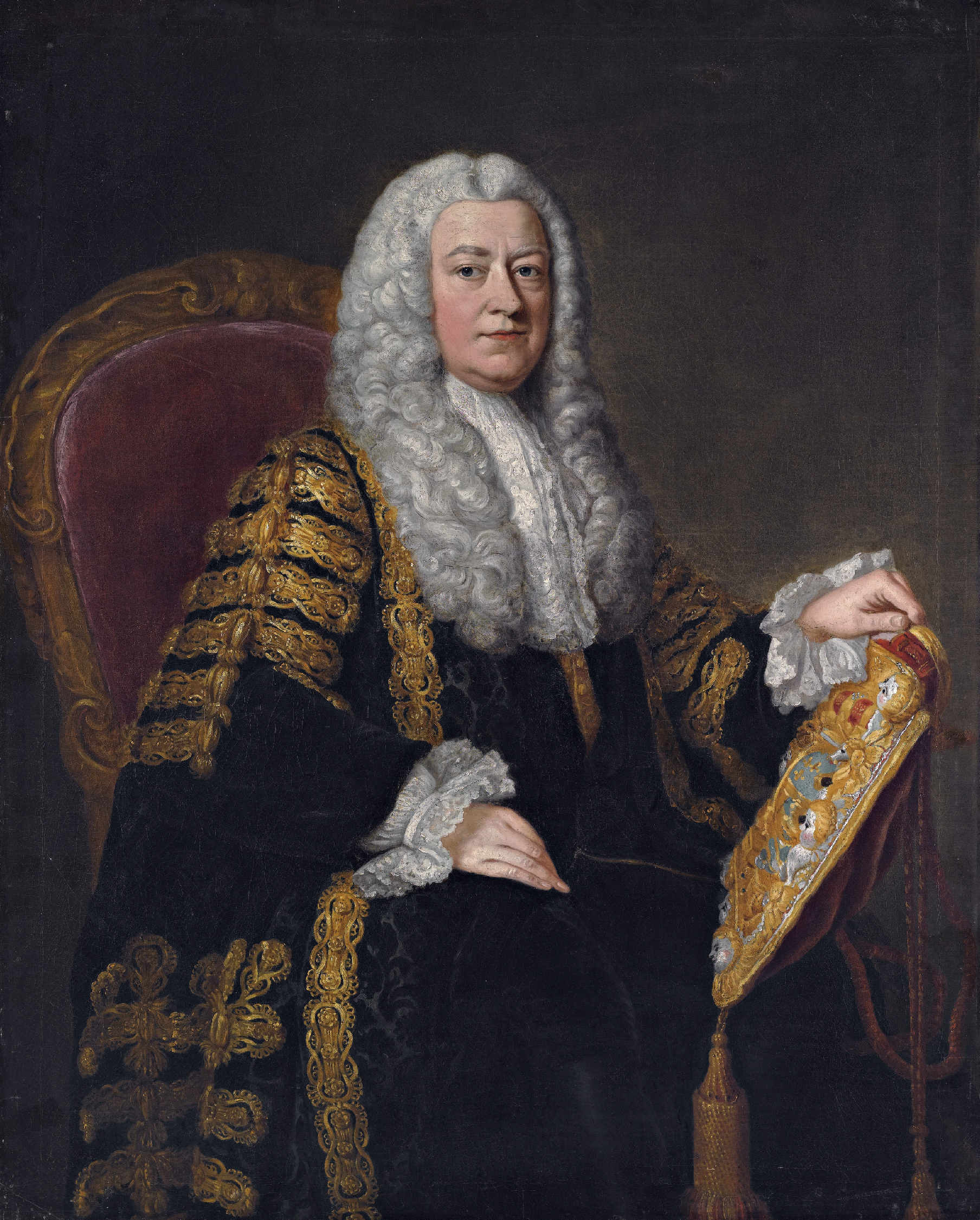
Lord Chancellor Philip Yorke, 1st Earl of Hardwicke (1690–1764)

Als fester Unterstützer der Whigs erlangte er die Unterstützung von Philip Yorke, 1. Earl of Hardwicke, später Lord Chancellor. Seine spätere Karriere hat er in vielerlei Hinsicht dieser Freundschaft zu verdanken. Thomas Birch verfügte über eine Anzahl von Pfründen in verschiedenen Grafschaften und Landstrichen, sogar selbst in London. 1735 ernannte man Birch zum Mitglied der Society of Antiquaries. Darüber hinaus war er gewähltes Mitglied der Royal Society, bei der er von 1752 bis 1765 als deren Schriftführer und Chronist (The history of the Royal Society of London for improving of natural knowledge, 1756) fungierte.
Bereits 1728 hatte er Hannah Cox geheiratet, die jedoch schon im darauffolgenden Jahr verstarb. Er selbst verschied am 9. Januar 1766 an den Folgen eines Sturzes vom Pferd. Seine Grabstelle fand er in der Kirche von St Margaret Pattens, in London, deren Rektor er zu Lebzeiten war. Er starb, entsprechend seinem früher geäußerten Willen, „in a full confidence in the Mercy and Goodness of almighty God and with a firm persuasion of a blessed Immortality discoverable by the Light of Nature and confirmed for us Christians by that of Revelation“. Seine Aufzeichnungen und Bücher hinterließ er in seinem Testament dem Britischen Museum sowie eine Summe von 500 englischen Pfund, um die Gehälter der drei assistierenden Bibliothekare anzuheben.

## Werk
Birch bewältigte als Autor eine enorme Arbeitsmenge und engagierte sich bei einer großen Anzahl von literarischen Projekten. Auch wenn viele davon von wissenschaftlicher Trockenheit waren, ist der beachtenswerte Nutzen einiger Werke beträchtlich. Allerdings stellte der Literat und Literaturkritiker Horace Walpole dessen Geschmack und Urteilskraft in Teilen in Frage. Dessen ungeachtet gab Birch etliche Biografien und Werksübersichten bedeutender englischer Wissenschaftler, Literaten und Staatsmänner heraus, so zum Beispiel zu Edmund Spenser, Francis Bacon, John Milton, William Chillingworth (1602–1644), Robert Boyle, John Thurloe, Walter Raleigh und John Tillotson (1630–1694).
Thomas Birch führte eine ausführliche Korrespondenz mit den führenden Männern seiner Epoche. Einige seiner Briefe erschienen in Literary Anecdotes of the 18th Century (London, 1812–1815) und Illustrations of the Literary History of the 18th Century (London, 1817–1858) by John Nichols, in der Bibliotheca Topographica Britannica Band iii. (London, 1780–1790), sowie in James Boswells Life of Johnson.
Samuel Johnson schrieb über ihn: „Tom Birch is as brisk as a bee in conversation; but no sooner does he take a pen in his hand, than it becomes a torpedo to him, and benumbs all his faculties“. – „Tom Birch ist so brüsk wie eine Biene in der Konversation; aber sobald er einen Schreibstift in der Hand hat, wird er zu einem Torpedo der alle seine Fähigkeiten umfasst.“
Thomas Birch verfasste die meisten Biografien in General Dictionary, Historical and Critical. 10 Bände (London, 1734–1741), assistierte bei der Zusammenstellung der Athenian Letters (London, 1810), gab die State Papers of John Thurloe (London, 1742) und die State Papers of W. Murdin (London, 1759) heraus. Außerdem verfasste er Life of the Right Honourable Robert Boyle (London, 1744); Historical view of Negotiations between the Courts of England, France and Brussels 1592-1617 (London, 1749); Life of Archbishop Tillotson (London, 1752); History of the Royal Society of London (London, 1756–1757); Life of Henry, Prince of Wales (London, 1760), und einige andere Werke. Einige seiner nachgelassenen Papiere wurde noch  1848 als Court and Times of James I and the Court and Times of Charles I veröffentlicht.

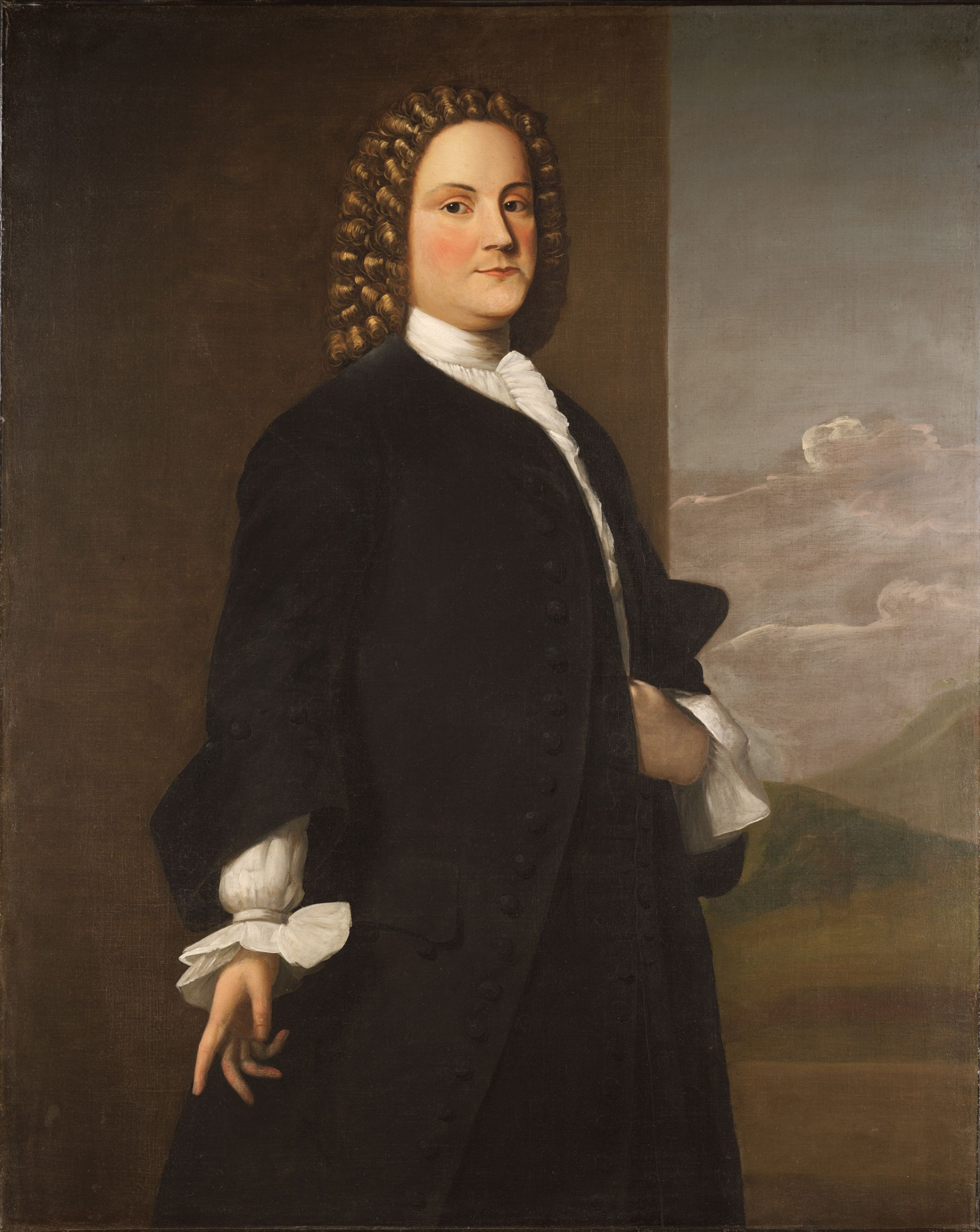
Benjamin Franklin, c. 1746, Gemälde von Robert Feke, Harvard University Portrait Collection

Der amerikanische Wissenschaftler Alan Houston fand in der British Library eine Manuskriptzusammenstellung mit dem Titel Copies of Benjamin Franklin’s Letters relating to the March of General Braddock. Birch wurde nachgesagt, dass er geradezu obsessiv jedes Dokument von historischem Belang kopierte, das er in Händen hielt. Thomas Birch war mit Benjamin Franklin befreundet und beide waren Mitglied der Royal Society. In seiner Autobiographie verwies Franklin auf sein Quire Book, das jedoch niemals gefunden wurde, aber es enthielt seiner Beschreibung nach Briefe und Dokumente, die sich mit seinen Versuchen die britische Regierung in der vorrevolutionären Zeit zu unterstützen beschäftigte. So versuchte er 1755 den von General Braddock angeführten British Redcoats zu helfen, die die Franzosen in Fort Dusquesne (im heutigen Pittsburgh) vertreiben sollten. Braddock benötigte dringend Transportmittel für seine Truppen. Franklin trieb Pferde und Fuhrwerke für ihn auf, indem er seine vielfältigen Beziehungen als Pennsylvanias führender Politiker wirken ließ. Dennoch wurde Braddock von den Franzosen und ihren indianischen Verbündeten in der Schlacht am Monongahela vernichtend geschlagen.

## Schriften (Auswahl)
- A General Dictionary, Historical and Critical. 10 Bände, G. Strahan u. a., London, 1734–1741.
- A complete collection of the historical, political and miscellaneous works of John Milton. ed. Birch. 2 Bände, 1738.
- The life of Mr. William Chillingworth. 1738.
- The complete works of Francis Bacon. ed. Birch. 4 Bände, 1740.
- A Collection of the State Papers of John Thurloe. London, 1742.
- An account of the life and writings of Ralph Cudworth. 1743.
- The Works of the Right Honourable Robert Boyle. London, 1744.
- An inquiry into the share which King Charles I had in the transactions of the Earl of Glamorgan, afterwards Marquis of Worcester, for bringing over a body of Irish rebels to assist that king in the years 1645 and 1646. London 1747.
- Historical view of Negotiations between the Courts of England, France and Brussels 1592-1617. London 1749.
- The life of Mrs. Catherine Cockburn. 1751.
- The life of Mr. Edmund Spenser. 1751.

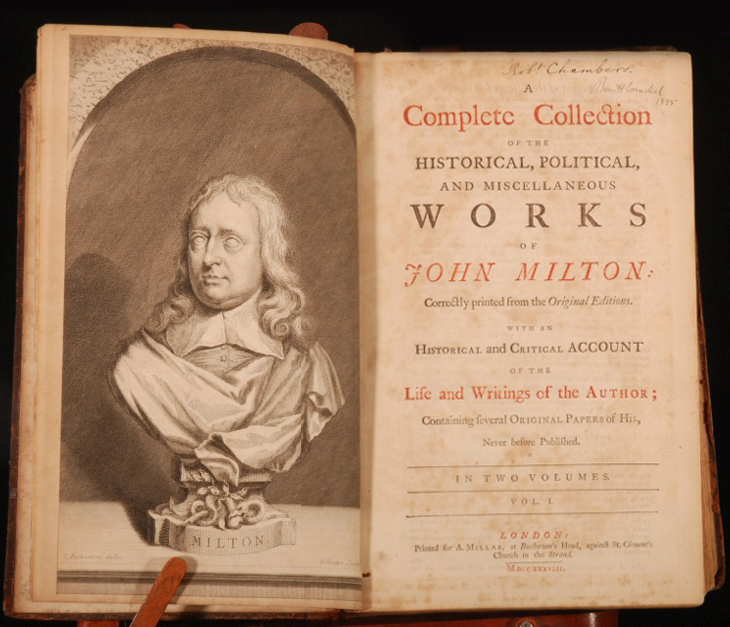
A complete collection of the historical, political and miscellaneous works of Milton. Hrsg. von Thomas Birch. 2 Bdände, 1738

- The works of Sir Walter Raleigh. ed. Birch. 2 Bände, 1751. Text der Ausgabe von 1829 auf google.books.com. Aufgerufen am 3. Oktober 2012.
- The heads of illustrious persons of Great Britain, engraven by Mr. Houbraken. With their lives and characters. A. und J. Knapton, London 1752.
- The life of the Most Reverend Dr. John Tillotson, Lord Archbishop of Canterbury. London, 1752. Aufgerufen am 3. Oktober 2012.
  - Leben des hochwüdigen Herrn D. Johann Tillotson, Lord Erzbischofs zu Canterbury. Weidmann, Leipzig 1754.
- Thomas Birch: Memoirs of the Reign of Queen Elizabeth from the Year 1581 till her Death. In which the secret intrigues of her Court, And the conduct of her favourite, Robert Earl of Essex, both at Home and Aboard are particularly illustrated. Band I, 1754 (englisch).
- Thomas Birch: Memoirs of the Reign of Queen Elizabeth from the Year 1581 till her Death. In which the secret intrigues of her Court, And the conduct of her favourite, Robert Earl of Essex, both at Home and Aboard are particularly illustrated. Band II, 1754 (englisch, com.au [PDF; abgerufen am 2. Oktober 2012]). auf Google Books.[6]
- The life of Dufresnoy. 1754.
- The history of the Royal Society of London for improving of natural knowledge. London, 4 Bände, 1756–1757. Auf google.books.com Aufgerufen am 3. Oktober 2012.[7][8]
- State Papers of W. Murdin. London 1759.
- Life of Henry, Prince of Wales. London 1760. Aufgerufen am 3. Oktober 2012.
- Letters, speeches, charges, advices, etc of Francis Bacon. ed. Birch. 1763. Aufgerufen am 3. Oktober 2012.
- An account of the life of John Ward, Professor of Rhetoric in Gresham College. 1766.
- The court and times of Charles the First; illustrated by authentic and confidential letters, from various public and private collections; including Memoirs of the mission in England of the Capuchin friars in the service of Queen Henrietta Maria. London 1848. Aufgerufen am 3. Oktober 2012.
- Court and Times of James I. London 1848. Aufgerufen am 3. Oktober 2012.